# Cyornis
A Cyornis a madarak (Aves) osztályának a verébalakúak (Passeriformes) rendjébe, ezen belül a légykapófélék (Muscicapidae) családjába tartozó nem.

## Rendszerezésük
A nemet Edward Blyth írta le 1843-ban, az alábbi fajok tartoznak ide:
- Cyornis oscillans[1] vagy Rhinomyias oscillans[2]
- Cyornis brunneatus[1] vagy Rhinomyias brunneatus[2]
- Cyornis nicobaricus[1] vagy Rhinomyias nicobaricus[2]
- Cyornis umbratilis[1] vagy Rhinomyias umbratilis[2]
- Cyornis olivaceus[1] vagy Rhinomyias olivacea[2]
- Cyornis ruficauda[1] vagy Rhinomyias ruficauda[2]
- Cyornis colonus[1] vagy Rhinomyias colonus[2]
- Cyornis unicolor
- Rück-niltava (Cyornis ruckii)
- Cyornis herioti
- Cyornis pallipes
- Cyornis poliogenys
- Cyornis banyumas
- Cyornis magnirostris
- Cyornis lemprieri
- Cyornis tickelliae
- Cyornis caerulatus
- Cyornis superbus
- Cyornis glaucicomans
- Cyornis hainanus
- Cyornis rubeculoides
- Cyornis turcosus
- Cyornis rufigastra
- Cyornis omissus
- Cyornis hyacinthinus
- Cyornis hoevelli
- Cyornis sanfordi
- Cyornis concretus
- Cyornis djampeanus[2]